# 람바사
람바사(피지어: Labasa IPA: [lamˈbasa])는 피지 바누아레부섬에 위치한 도시로, 마두아타주의 중심 도시이다. 인구는 27,949명(2007년 기준)이다.
외일레부강의 삼각주 지역에 자리잡고 있으며, 람바사강, 카와강과는 8km의 운하로 연결되어 있다. 사탕수수의 제당 공장이 위치하며, 플랜테이션 농업을 위해 피지로 이민을 간 인도인의 비율이 높은 편이다. 서쪽으로 5km 지점에 람바사 공항이 위치하며, 피지에서 최초로 신호등이 설치된 지역으로 알려져 있다.